# Yusuf Abdulazeez
Yusuf Abdulazeez (* 9. März 2002) ist ein nigerianischer Fußballspieler.

## Karriere
Yusuf Abdulazeez steht seit 2019 beim Gombe United FC unter Vertrag. Der Verein aus Gombe spielt in der ersten nigerianischen Liga. Sein Debüt für Gombe in der ersten Liga gab er am  23. Januar 2019 im Heimspiel gegen die Kano Pillars. Hier wurde er in der 60. Minute für Mustapha Ibrahim eingewechselt. Gombe gewann das Spiel 2:0.